# Катаяма, Мисако
Мисако Катаяма (яп. 片山 美佐子; род. 11 апреля 1944) — японская легкоатлетка, специалистка по метанию копья. Выступала за сборную Японии по лёгкой атлетике в 1960-х годах, победительница Азиатских игр, чемпионка страны, участница летних Олимпийских игр в Токио.

## Биография
Мисако Катаяма родилась 11 апреля 1944 года.
Впервые заявила о себе в лёгкой атлетике на международном уровне в сезоне 1964 года, когда вошла в основной состав японской национальной сборной и благодаря череде удачных выступлений удостоилась права защищать честь страны на домашних летних Олимпийских играх в Токио. В программе метания копья благополучно преодолела предварительный квалификационный этап, затем в финале показала результат 46,87 метра и расположилась в итоговом протоколе соревнований на 11-й строке.
После токийской Олимпиады Катаяма осталась действующей спортсменкой и продолжила принимать участие в крупнейших международных стартах. Так, в 1966 году на Азиатских играх в Бангкоке с результатом 49,44 метра она превзошла всех своих соперниц в метании копья и завоевала золотую медаль.
В 1967 году в первый и единственный раз в карьере стала чемпионкой Японии в метании копья, установила свой личный рекорд в данной дисциплине — 54,28 метра.